# Vejle BK Kolding
Vejle BK Kolding ("Vejle-Kolding") was een professionele Deense voetbalclub uit Vejle. 
De club ontstond in 2011 na een fusie tussen Vejle BK en Kolding FC. Het clublogo, teamkleuren en stadion van Vejle Boldklub bleven behouden. In het eerste seizoen (2011/12) kwam de club uit in de 1. division (het tweede niveau in Denemarken) waar het de licentie van Vejle BK overnam. Dit seizoen werd de derde plaats geëvenaard die Vejle in 2010/11 ook behaalde. Ook in het tweede seizoen in de 1. division werd de derde plaats behaald.
In de zomer van 2013 werd de samenwerking beëindigd en gingen de clubs verder onder hun oude namen Vejle BK en Kolding IF.

## Eindklasseringen
| Seizoen          | №                | Clubs            | Divisie          | Duels            | Winst            | Gelijk           | Verlies          | Doelsaldo        | Punten           | Tsch             |
| Vejle BK Kolding | Vejle BK Kolding | Vejle BK Kolding | Vejle BK Kolding | Vejle BK Kolding | Vejle BK Kolding | Vejle BK Kolding | Vejle BK Kolding | Vejle BK Kolding | Vejle BK Kolding | Vejle BK Kolding |
| ---------------- | ---------------- | ---------------- | ---------------- | ---------------- | ---------------- | ---------------- | ---------------- | ---------------- | ---------------- | ---------------- |
| 2011–2012        | 3                | 14               | 1. division      | 26               | 12               | 8                | 6                | 58–32            | 44               | 2.623            |
| 2012–2013        | 3                | 12               | 1. division      | 33               | 16               | 10               | 7                | 46–29            | 58               | 2.493            |